# Up! (canción)
«Up!» (en español: «¡Arriba!») es una canción escrita y producida por la cantante canadiense Shania Twain y el productor Robert Lange, para su cuarto álbum de estudio Up! (2002). Fue lanzado cómo segundo sencillo en las estaciones de radio country, a principios del 2003 y en Canadá en marzo del mismo año. Se tenía planeado que "I'm Not in the Mood (To Say No)!" sería lanzado cómo segundo sencillo en las estaciones de radio pop en Estados Unidos, al mismo tiempo que "Up" en las radio country, pero fue cancelado. En el Reino Unido y en Europa se lanzó cómo quinto y sexto sencillo, respectivamente, como una doble cara de la balada "When You Kiss Me" a fines del 2003 y principios del 2004.
Aunque la canción solo alcanzó el top 10 en Canadá y en Hungría, también se incluyó en la primera recopilación de grandes éxitos de Twain, Greatest Hits, en el 2004, porque es una de las canciones favoritas de sus fanes.
En los Juno Awards del 2004 la canción ganó la categoría "Grabación del Año".

## Vídeo musical
El videoclip de "Up!" se filmó a principios de enero de 2003 en Madrid junto con algunas escenas para el videoclip de "Ka-Ching!".
Se lanzaron las tres versiones de la canción (verde, azul, roja).
En el vídeo se puede ver a Twain en una habitación blanca decorando la pared con recuerdos y fotografías relacionadas con Shania. En estos se incluyen un guante del traje que uso en el videoclip de "That Don't Impress Me Much", la camiseta que usó cuando fue portada de la revista Rolling Stone, una foto de sus padres, otra con su perro y una bandera canadiense.

## Recepción
Up! debutó en el Billboard Hot Country Singles & Tracks en la semana del 16 de noviembre de 2002 en el número 57. El sencillo se mantuvo durante 20 semanas en la lista y alcanzó un máximo del número 12 en la semana del 8 de marzo de 2002 donde se mantuvo por una semana. "Up!" se convirtió en el décimo octavo sencillo de Twain que alcanzaba el top 20 en esta lista.
En el Reino Unido, "Up!" se lanzó cómo una doble cara de la balada "When You Kiss Me". Debutó en su punto tope en el número 21 y se mantuvo solo por cinco semanas en la lista.
Aunque no tuvo la mayor repercusión en Europa, logró alcanzar el número dos en Canadá y el tres en la lista de las canciones más radiadas en Hungría.

## Posicionamiento
| Listas                                        | Posición más alta |
| --------------------------------------------- | ----------------- |
| Australia ARIA Charts                         | 29                |
| Austria                                       | 26                |
| Canadá                                        | 2                 |
| Alemania                                      | 42                |
| Hungría Airplay Chart                         | 3                 |
| Nueva Zelanda                                 | 27                |
| Suiza                                         | 51                |
| Reino Unido UK Singles Chart                  | 21                |
| EE. UU Billboard Hot Country Singles & Tracks | 12                |
| EE. UU Billboard Hot 100                      | 63                |
| EE. UU Billboard Hot 100 Airplay              | 62                |